# Ken Stanley
Ken Stanley (* 19. Februar 1922 in Manchester; † 1. März 2013 in Mirfield) war ein englischer Tischtennisspieler und -trainer, der in den 1930er und 1940er Jahren an insgesamt drei Weltmeisterschaften teilnahm und 1939 im Mannschaftswettbewerb Bronze gewann.

## Werdegang
Ken Stanley begann als 11-Jähriger mit dem Tischtennissport. Dreimal in Folge wurde er englischer Juniorenmeister.
Erstmals spielte er für England bei der Weltmeisterschaft 1938. Die nächste WM, 1939, war seine erfolgreichste. Im Mannschaftswettbewerb holte er Bronze, im Doppel mit Ernest Bubley kam er bis ins Viertelfinale.
Zu Beginn des Zweiten Weltkrieges meldete er sich freiwillig bei der Royal Air Force, wo er in Indien eingesetzt wurde. Hier hatte er noch genügend Zeit für Tischtennisaktivitäten. Hier sorgte er international für Aufsehen, als er im All India Cup sowohl im Einzel als auch im Doppel als auch im Mixed siegte. 1948 wurde er nochmals für die Weltmeisterschaft nominiert.
Ende der 1940er Jahre begann er eine Karriere als Trainer. 1947 wirkte er für zwei Jahre in Schottland, von 1951 an arbeitete er sechs Monate lang in Neuseeland, wo er 1952 zudem das Neuseeland-Open gewann.
1959 gab Ken Stanley das Buch Table Tennis – A New Approach (112 Seiten) heraus.

## Privat
Ken Stanley heiratete 1942 Marion Brook. Mit ihr hatte er vier Kinder. Sein Sohn David und seine Tochter Janet spielten auch Tischtennis und holten mehrere nationale Jugend-Titel.

## Turnierergebnisse
| Verband | Veranstaltung     | Jahr | Ort     | Land | Einzel     | Doppel        | Mixed        | Team |
| ------- | ----------------- | ---- | ------- | ---- | ---------- | ------------- | ------------ | ---- |
| ENG     | Weltmeisterschaft | 1948 | Wembley | ENG  | letzte 64  | letzte 16     | letzte 32    |      |
| ENG     | Weltmeisterschaft | 1939 | Kairo   | EGY  | letzte 64  | Viertelfinale | letzte 32    | 3    |
| ENG     | Weltmeisterschaft | 1938 | Wembley | ENG  | letzte 128 | letzte 64     | keine Teiln. |      |